# تپه شیش‌تپه
تپه شش تپه مربوط به سده‌های اولیه دوران‌های تاریخی پس از اسلام است و در شهرستان گرمی، بخش موران، دهستان اجارود شرقی، روستای دمیرچلی واقع شده و این اثر در تاریخ ۲۷ اسفند ۱۳۸۶ با شمارهٔ ثبت ۲۲۶۱۰ به‌عنوان یکی از آثار ملی ایران به ثبت رسیده است.